# Gold Coast Airport
Gold Coast Airport är en flygplats i Australien. Den ligger i kommunen Gold Coast och delstaten Queensland, omkring 90 kilometer sydost om delstatshuvudstaden Brisbane.
Runt Gold Coast Airport är det tätbefolkat, med 286 invånare per kvadratkilometer.. Närmaste större samhälle är Gold Coast, omkring 20 kilometer norr om Gold Coast Airport. 
Trakten runt Gold Coast Airport består huvudsakligen av våtmarker. Genomsnittlig årsnederbörd är 1 876 millimeter. Den regnigaste månaden är januari, med i genomsnitt 327 mm nederbörd, och den torraste är oktober, med 40 mm nederbörd.